# From source to sea
From source to sea is een studioalbum van Gandalf. Hij maakte zich in 1988 druk om de steeds verdergaande invloed van techniek op de wereld. Hij protesteerde daartegen met dit album waarbij hij aangaf meer te kiezen voor de natuurlijke weg. Het album is opgenomen in zijn eigen Electric Mind geluidsstudio

## Musici
- Gandalf – alle muziekinstrumenten behalve
- Robert Julian Horky – dwarsfluit Yamuna full moon en Clouds dissolving.

## Muziek
| Nr. | Titel               | Duur  |
| --- | ------------------- | ----- |
| 1.  | Dreamscapes, part 1 | 4:09  |
| 2.  | Dreamscapes, part 2 | 3:14  |
| 3.  | Dancing butterflies | 10:19 |
| 4.  | Lotus blossom       | 6:04  |
| 5.  | Clouds dissolving   | 4:15  |
| 6.  | From source to sea  | 11:30 |
| 7.  | Yamuna full moon    | 6:45  |
| 8.  | Crystal cascades    | 4:19  |
| 9.  | Refuge island       | 5:38  |